# Nina Kułagina
Nina Kułagina (Ninel Siergiejewna Kułagina, ros.: Нине́ль Серге́евна Кула́гина; ur. 1926, zm. 11 kwietnia1990), rosyjska gospodyni domowa, która zasłynęła w latach 60. XX wieku jako rzekome medium telekinetyczne. Badania prowadzone przez radzieckiego eksperymentatora, dr. Giennadija Siergiejewa, nagrywane były na taśmę filmową. Według oficjalnej wersji nie udało się wykryć oszustw. 
Według relacji Kułagina wprawiała igłę kompasu w ruch wirowy, poruszając dłońmi z odległości kilkunastu centymetrów. Potrafiła wprawić w ruch niewielkie przedmioty (zapałki, pudełka, kulki), nawet jeśli były przykryte plastikowym, przeźroczystym pojemnikiem. Potrafiła z odległości metra wstrzymać pracę serca żaby. Wyizolowane serce żaby umieszczano w płynie fizjologicznym. W takich warunkach bije ono jeszcze ok. 30–40 minut. Kułagina potrafiła wstrzymać akcję serca po ok. 40 sekundach. Mimo stymulacji elektrycznej nie zaczynało ono bić ponownie, mimo że w normalnych warunkach powinno się to udać.